# 太田秀穂

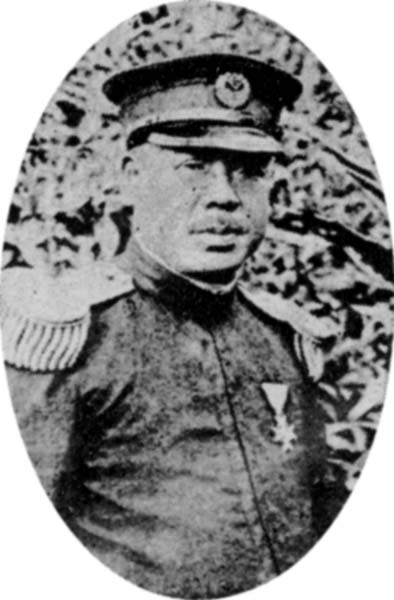
太田秀穂

太田 秀穂（おおた ひでお、1874年（明治7年）12月21日- 1950年（昭和25年）12月23日）は、日本の教育者。

## 経歴
茨城県出身。太田茂兵衛の四男。1898年（明治31年）、東京帝国大学文科大学哲学科を卒業し、さらに大学院で学んだ。新潟県新潟師範学校教諭、山梨県師範学校校長、新潟県高田師範学校校長、長野県師範学校校長を歴任。1912年（明治45年）、朝鮮総督府視学官に転じ、さらに京城女子高等普通学校校長も兼ねた。1917年（大正6年）、佐賀県師範学校校長となり、1919年（大正6年）には台湾総督府視学官に転じ、翌年には台湾総督府台北師範学校も兼ねた。
1923年（大正12年）からは多摩少年院院長を務めた。1934年（昭和9年）に退官した後は、八王子中学校校長に就任した。

## 親族
いずれも外交官の太田一郎や太田三郎、太田正己は子。長女・百合子は副島民雄、次女・さくら子は岩崎良三に嫁いだ。